# InSight
InSight (abreviação de Interior Exploration using Seismic Investigations, Geodesy and Heat Transport, e anteriormente denominada GEMS) foi uma missão espacial estadunidense operada pela NASA, com destino ao planeta Marte. A sonda foi lançada em 5 de maio de 2018 às 11h05 UTC através de um veículo lançador Atlas V. A missão InSight terá como objetivo colocar uma aterrissador equipado com um sismógrafo e um medidor fluxo de calor, para pesquisar sobre a evolução dos denominados "planetas interiores" ou "planetas rochosos" (Mercúrio, Vénus, Terra, Marte, incluindo até mesmo a Lua).
O aterrissador seria inicialmente lançado em março de 2016, mas devido a problemas relacionados a vácuo encontrados no instrumento SEIS (Seismic Experiment for Interior Structure), a NASA anunciou em dezembro de 2015 que a missão teria de ser adiada, com o lançamento sendo reprogramado em março de 2016 para 5 de maio de 2018. A sonda aterrissou em Marte no dia 26 de novembro de 2018.
A missão foi operada pela NASA e gerenciada pelo Jet Propulsion Laboratory (JPL). O programa InSight foi selecionado como o finalista do Programa Discovery, eliminando os programas Titan Mare Explorer (TIME) e o programa Comet Hopper (CHopper) em agosto de 2012.

## História
O programa InSight foi inicialmente denominado como GEMS (Geophysical Monitoring Station), mas seu nome foi alterado no início de 2012 a pedido da NASA. De 28 propostas de 2010, foi um dos três finalistas do Programa Discovery, recebendo três milhões de dólares em maio de 2011 para o desenvolvimento de um estudo de conceito detalhado. Em agosto de 2012, o programa InSight foi finalmente selecionada para ser desenvolvido e lançado. O programa é administrado pelo Jet Propulsion Laboratory (JPL) da NASA, com a participação de cientistas de vários países. O orçamento missão é cotada em 425 milhões de dólares, sem incluir o financiamento do veículo de lançamento. A NASA iniciou a construção do aterrissador em 19 de maio de 2014, com testes gerais começando a partir de 27 de maio de 2015.
Uma falha persistente de vácuo no sismógrafo denominado "Seismic Experiment for Interior Structure" (abreviado como SEIS) levou a NASA a adiar o lançamento inicialmente planejado em março de 2016 para maio de 2018. O Jet Propulsion Laboratory assumiu a tarefa de redesenhar e construir um novo recipiente de vácuo do SEIS, com a agência espacial francesa (CNES) sendo responsável pela manipulação de integração de instrumentos e atividades de teste. Em 1976, a NASA teve dificuldades com falhas nos sismógrafos interplanetários das sondas do Programa Viking.

### Estado
A sonda InSight foi devolvida à fábrica da Lockheed Martin no estado do Colorado para ser armazenada, e o foguete Atlas V destinado a lançá-la foi utilizado na missão WorldView-4.
A NASA anunciou em 9 de março de 2016 que o lançamento da sonda seria adiado para a janela de lançamento de 2018, com um custo adicional de 150 milhões de dólares. A sonda está programada para ser lançada em 5 de maio de 2018, com a data de aterrissamento prevista para 26 de novembro do mesmo ano. O plano de voo permanece inalterado, com o lançamento sendo realizado a bordo de um foguete Atlas V da Base da Força Aérea de Vandenberg, no estado da Califórnia.
Em 22 de novembro de 2017, a InSight completou os testes em uma câmara de vácuo térmico, também conhecido como teste TVAC, onde a espaçonave é colocada em condições que simulam a pressão reduzida e as várias cargas térmicas do ambiente espacial.

## Objetivos
A InSight tem como objetivo estudar o interior de Marte, e abordar uma questão fundamental da ciência planetária e do Sistema Solar: compreender os processos que moldaram os planetas rochosos do Sistema Solar interno (incluindo a Terra) há mais de quatro bilhões de anos.
O principal objetivo da InSight é estudar a história evolutiva mais antiga dos processos que moldaram Marte. Ao estudar o tamanho, espessura, densidade e estrutura geral do núcleo, do manto e da crosta de Marte, bem como a taxa em que o calor é dissipado do interior do planeta, a InSight fornecerá um vislumbre dos processos evolutivos de todos os planetas rochosos do Sistema Solar interno. Os planetas rochosos internos compartilham uma ascendência comum que começa com um processo chamado acreção. A medida que o corpo celeste aumenta de tamanho, seu interior se aquece e evolui para se tornar um planeta terrestre, contendo um núcleo, um manto e uma crosta. Apesar desta ascendência comum, cada um dos planetas terrestres é posteriormente moldado através de um processo mal compreendido, chamado de diferenciação, que os torna diferentes um do outro. O objetivo da missão InSight é melhorar a compreensão deste processo e, por extensão, a evolução terrestre.
A missão determinará se há alguma atividade sísmica, medir a quantidade de fluxo de calor do interior, estimar o tamanho do núcleo de Marte e determinar se o núcleo é líquido ou sólido. Estes dados seriam os primeiros do tipo provindos do planeta. Também é esperado que frequentes quedas de meteoros (de 10 a 200 quedas detectáveis por ano para a InSight) fornecerão sinais sísmicos-acústicos adicionais para investigar o interior de Marte. O objetivo secundário da missão é realizar um estudo aprofundado da geofísica, atividade tectônica e o efeito dos impactos de meteoritos no planeta, o que poderia fornecer conhecimento sobre tais processos na Terra. A espessura da crosta, a velocidade do manto, o raio e a densidade do núcleo e a atividade sísmica devem retornar um aumento na precisão dos dados na ordem de 3 a 10 vezes em comparação com os dados atuais.
Em termos de processos fundamentais que moldam a formação planetária, pensa-se que Marte contém o registro histórico mais profundo e preciso, porque é grande o suficiente para ter sofrido os primeiros processos de acreção e aquecimento interno que moldaram os planetas terrestres, ao mesmo tempo em que é pequeno o suficiente para manter os sinais desses processos.

## Design
O design da InSight assemelha-se ao do aterrissador Phoenix, lançada em 2008 também para Marte. Já que sua geração de energia provém de painéis solares, a sonda aterrissará próximo ao equador do planeta, para permitir uma potência ideal para uma vida útil de 2 anos terrestres (equivalente a 1 ano marciano).

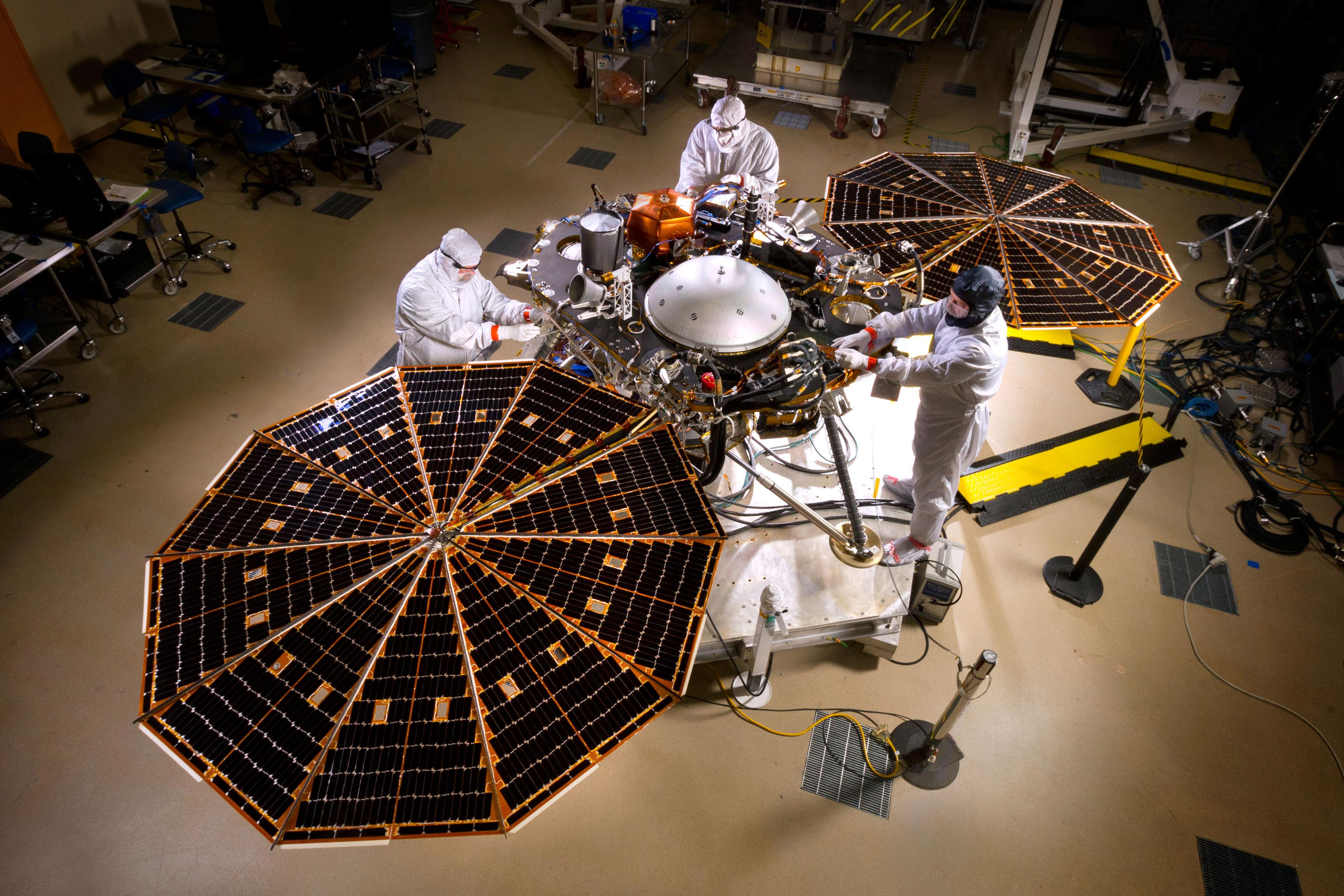
A sonda InSight durante a sua fabricação na sala limpa, abril de 2015.

### Especificações da sonda
- Massa de lançamento: 360 quilogramas (790 libras);[23]
- Dimensões: 6,1 metros (20 pés) de largura (com os painéis solares abertos). A baia de instrumentos científicos possui 2,0 metros (6,5 pés) de profundidade e 1,4 metros (4,5 pés) de altura;[23]
- Geração de energia: a eletricidade da sonda provém de dois painéis solares de forma circular, cada um com 2,15 metros (7,1 pés) de diâmetro. Os painéis consistem em células fotovoltaicas de junção múltipla, fabricadas com germânio, fosfeto de índio e gálio e uma liga de arsenieto de gálio e índio, dispostos sobre matrizes flexíveis fabricadas pela estadunidense Orbital ATK. Após o pouso na superfície marciana, os painéis são abertos em forma semelhante a de um de leque.[24][25]
- CubeSats: a missão Mars Cube One (abreviada como MarCO), formada por dois cubesats modelo 6U, será transportada pela InSight e irá ajudá-la na retransmissão de dados de telemetria durante sua fase de entrada, descida e aterrissamento.[26][27] Os dois cubesats (denominados "MarCO A" e "MarCO B") são idênticos,[28] medindo 10 centímetros de altura, 20 centímetros de largura e 30 centímetros de comprimento, e formam um par por motivos de redundância.[29][30] Os cubeSats voarão além de Marte enquanto InSight aterriza. A missão MarCO tem como objetivo demonstrar a capacidade de uma nova tecnologia de comunicação. Se tudo correr bem com o pouso da InSight, as futuras missões a Marte também poderão ser equipadas com sua própria equipe de comunicações de uso único.[31]

## Instrumentos
A carga útil da sonda InSight consiste em dois instrumentos principais (SEIS e HP3), com o suporte de instrumentos adicionais.

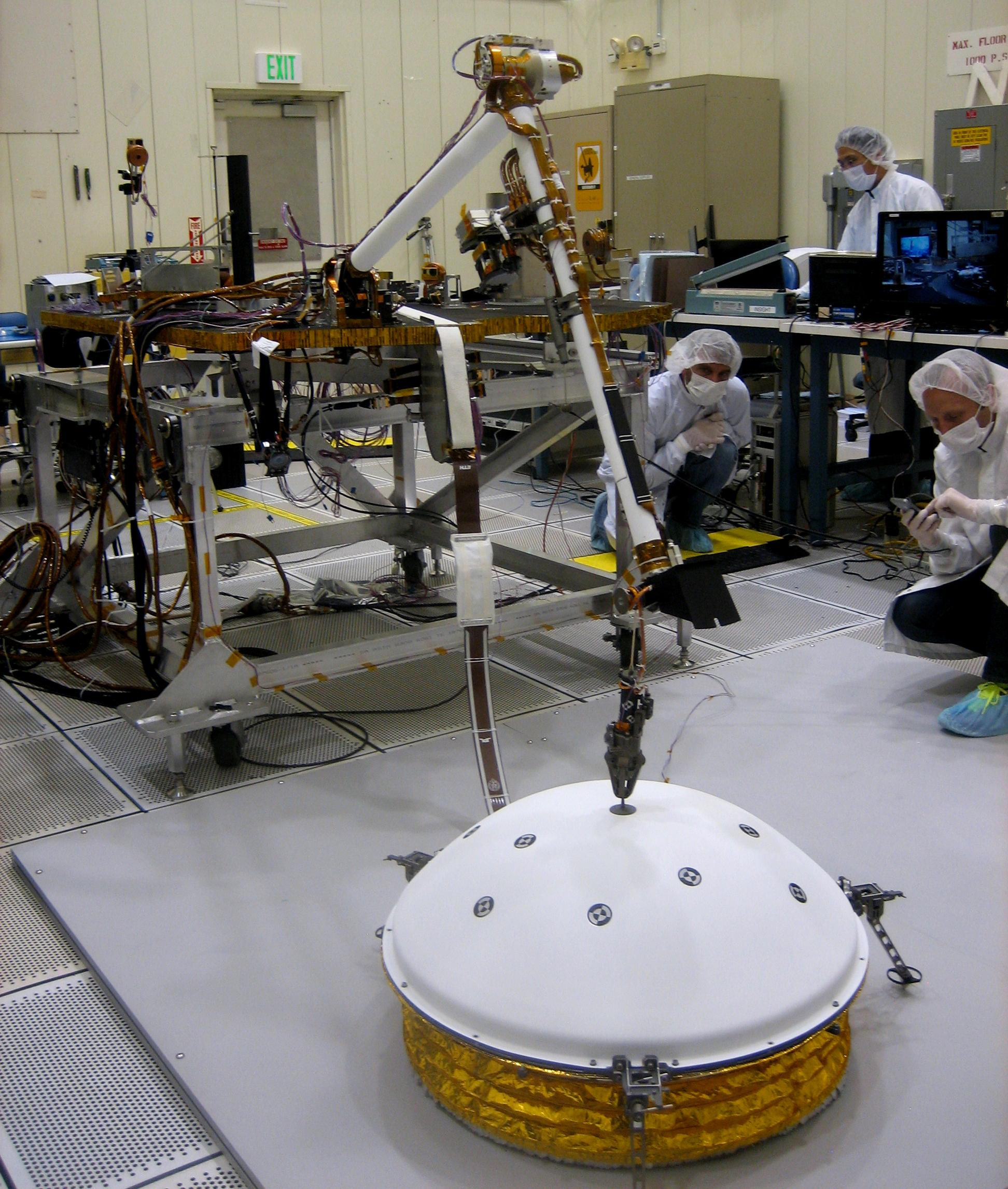
Braço robótico da sonda InSight, juntamente com o instrumento SEIS, março de 2015

- Braço robótico da sonda InSight, juntamente com o instrumento SEIS, março de 2015Seismic Experiment for Interior Structure (SEIS): consiste de um sismógrafo para medidas precisas de terremotos e outras atividades internas em Marte, para entender melhor a história e a estrutura do planeta.[32][33][34] Também investigará como a crosta marciana e o manto respondem aos efeitos dos impactos de meteoritos, que dão pistas à estrutura interna do planeta. O SEIS é desenvolvido pela Agência Espacial Francesa (CNES), com a participação do Instituto de Física do Globo de Paris (IPGP), do Instituto Federal Suíço de Tecnologia (ETHZ), do Instituto Max Planck para Pesquisa do Sistema Solar (MPS), Imperial College, Instituto Superior da Aérea e do Espaço (ISAE) e do JPL.[35][36] O sismômetro também detectará fontes de ondas atmosféricas e sinais gravimétricos (forças de maré) da lua marciana Fobos, e ondas sísmicas de alta frequência a 50 hertz.[37][38]
- Heat Flow and Physical Properties Package (HP3): é uma sonda de fluxo de calor auto-penetrante fornecida pela Agência Espacial Alemã (DLR). É apelidado de "the mole" (a toupeira)[22][38][39][40] e de "unha auto-martelada", consiste em uma broca contendo sensores precisos de temperatura a cada 10 centímetros (3,9 polegadas), sendo projetada para ser capaz de escavar até 5 metros (16 pés) abaixo da superfície para medir a quantidade de calor que vem do núcleo de Marte , e assim ajudar a revelar a história térmica do planeta.[22][38][39][40][41]
- Rotation and Interior Structure Experiment (RISE): instrumento que usará o equipamento de banda X da sonda para fornecer medidas precisas da rotação planetária para entender melhor o interior de Marte.[42] O rastreamento de ondas da banda X, capaz de possuir uma precisão inferior a 2 centímetros, é desenvolvido com base no Programa Viking e nos dados da Mars Pathfinder.[38] Os conjuntos de dados anteriores permitiram que o tamanho do núcleo fosse restringido, mas com um terceiro conjunto de dados da InSight, a amplitude da nutação pode ser determinada.[38] Uma vez em que a direção do eixo de rotação, a precessão e as amplitudes de nutação são compreendidas melhor, deve ser possível calcular o tamanho e densidade do núcleo e do manto marciano.[38] Isso aumentaria a compreensão sobre a formação de planetas terrestres (por exemplo, a Terra) e exoplanetas rochosos.[38]
- Temperature and Winds for InSight (TWINS): instrumento para monitorar o clima marciano nos arredores do local de pouso da sonda. Fabricado pelo Centro de Astrobiología, pertencente ao Conselho Superior de Investigações Científicas na Espanha.[43]
- Além disso, a InSight também é equipada com um magnetrômetro para medir distúrbios magnéticos causados pela ionosfera marciana.[43]

Uma câmera montada no braço robótico da sonda pode capturar imagens em preto e branco dos instrumentos na baia e uma visão em 3D do solo onde o sismógrafo e o instrumento de fluxo de calor serão colocados. Será utilizado para ajudar engenheiros e cientistas a orientar a implantação dos instrumentos no solo. Com um campo de visão de 45 graus, a câmera também proporcionará uma visão panorâmica do terreno em torno do local de pouso. Uma segunda câmera semelhante, com uma lente de campo de visão de grande angular de 120 graus, será montada sob a borda da plataforma e proporcionará uma visão complementar da área de implantação dos instrumentos.
Uma câmera em cores também foi considerada se determinados critérios fossem cumpridos, como prazos de desenvolvimento e o do orçamento financiamento, mas isso não se materializou. Um instrumento eletromagnético para fornecer dados sobre espessura da crosta, águas subterrâneas e da litosfera do manto também foi considerado.
O programa InSight pode representar uma possível oportunidade para o programa Mars MetNet, e para o desenvolvimento de novos instrumentos científicos para missões futuras.
A sonda também irá conter dois microchips com os nomes de mais de 2,4 milhões de pessoas. Os nomes foram gravados em wafers de silício utilizando um feixe de elétrons. As inscrições de nomes estavam disponíveis online durante dois períodos em 2015 e 2017.

## Missão

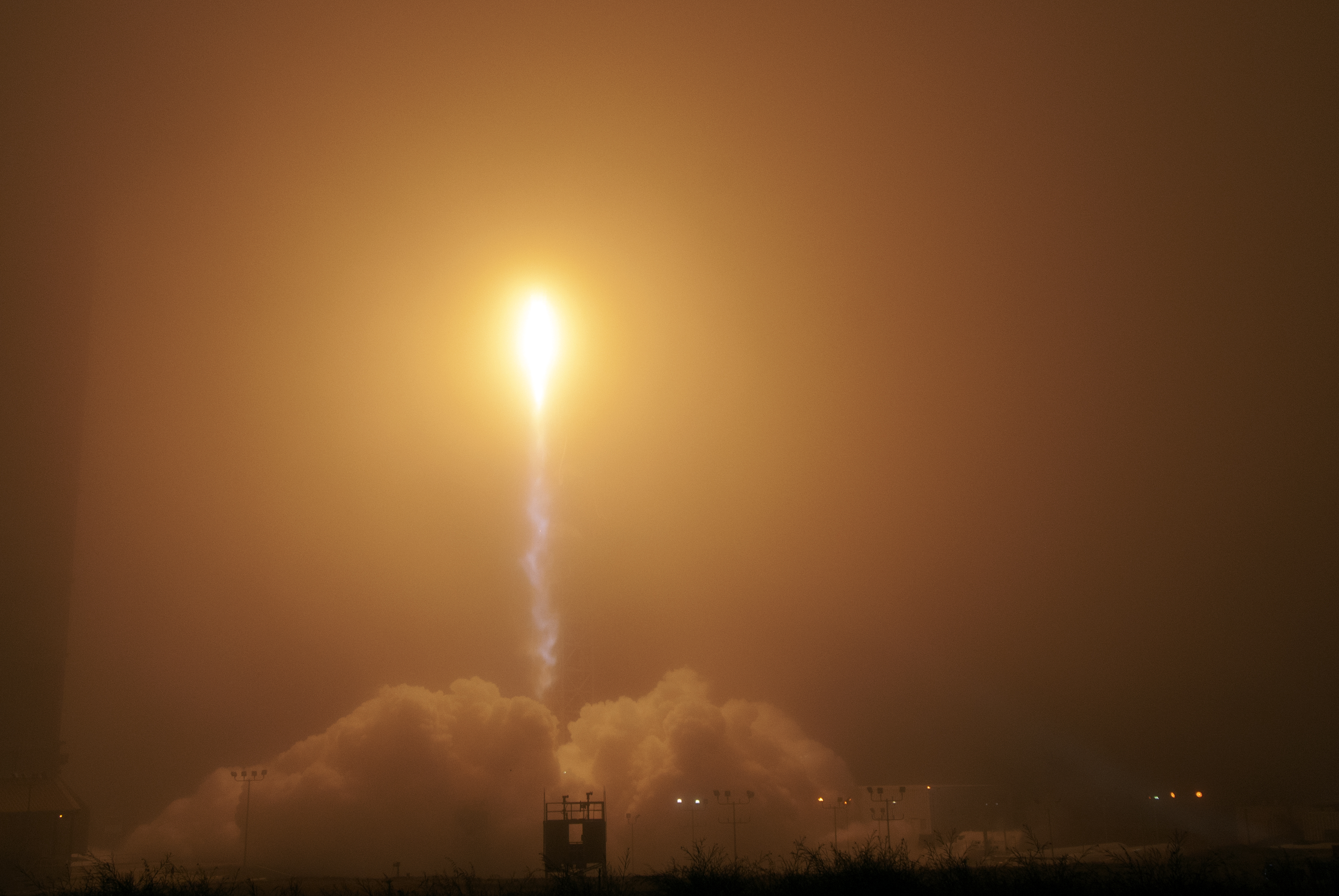
Lançamento da sonda a partir do veículo lançador Atlas V, no dia 5 de maio de 2018

### Local de aterrissagem
Como os objetivos científicos da InSight não estão relacionados a nenhuma característica específica da superfície de Marte, os locais de pouso potenciais foram escolhidos com base na praticidade. Os locais candidatos precisavam estar perto do equador de Marte para fornecer luz solar suficiente para os painéis solares durante todo o ano, ter uma baixa elevação para permitir aerofrenagem suficiente durante a entrada atmosférica, ser plano, relativamente sem rochas para reduzir a probabilidade de complicações durante a aterrissagem e ser suficientemente suave para permitir que a sonda de fluxo de calor penetre bem no solo.
Uma área ótima que atende a todos esses requisitos é Elysium Planitia, então todos os 22 locais iniciais de aterrissagem potenciais foram localizados nesta área. As únicas duas outras áreas no equador e em baixa elevação, Isidis Planitia e Valles Marineris, são muito rochosas. Além disso, Valles Marineris tem um declive muito íngreme para permitir uma aterrissagem segura.
Em setembro de 2013, os 22 locais de pouso potenciais iniciais foram reduzidos para 4, com a Mars Reconnaissance Orbiter sendo utilizada para obter mais informações sobre cada um dos 4 locais potenciais antes que uma decisão final fosse tomada. Cada local consiste em uma elipse de pouso que mede cerca de 130 quilômetros (81 milhas) de comprimento por quilômetros (17 milhas) de largura. Em março de 2017, cientistas do Jet Propulsion Laboratory anunciaram que o local de pouso havia sido selecionado. Ele está localizado no oeste Elysium Planitia em 4,5° N' 135,9° E'.

### Lançamento
A sonda foi lançada em 5 de maio de 2018 às 11h05 UTC através do veículo de lançamento Atlas V 401 (AV-078) a partir da complexo de lançamento da Base da Força Aérea de Vanderberg, no complexo 3-leste. Essa foi a primeira missão interplanetária americana a ser lançada da Califórnia. A jornada para Marte levaria aproximadamente seis meses e meio, através de 484 milhões de quilômetros, para uma aterrissagem programada para o final de novembro de 2018. Caso a sonda viesse a aterrissar com sucesso, uma fase inicial de dois meses iria começar como parte de seus dois anos (cerca de um ano marciano) da missão principal.
O módulo de cruzeiro da InSight partiu da Terra a uma velocidade de 10 mil quilômetros por hora. As sondas da missão MarCo foram ejetadas do segundo estágio do Centaur e viajaram para Marte de forma independente do módulo de cruzeiro da InSight, ainda que todas foram lançadas juntas. Durante o cruzeiro para Marte, o módulo de cruzeiro da InSight faz vários ajustes de curso, e o primeiro deles (o TCM-1) ocorreu em 22 de maio de 2018. O módulo de cruzeiro que transportava a sonda incluía equipamentos como painéis solares, antenas, rastreadores de estrelas, sensor solar, unidade de medição inercial, dentre outros. Os propulsores do conjunto estavam no módulo de aterrissagem da InSight, mas havia orifícios na carenagem para que os foguetes operassem. O ajuste de curso final foi realizado em 25 de novembro de 2018, um dia antes da aterrissagem. Algumas horas antes de adentrar na atmosfera marciana, o módulo de cruzeiro foi descartado.

### Aterrissagem

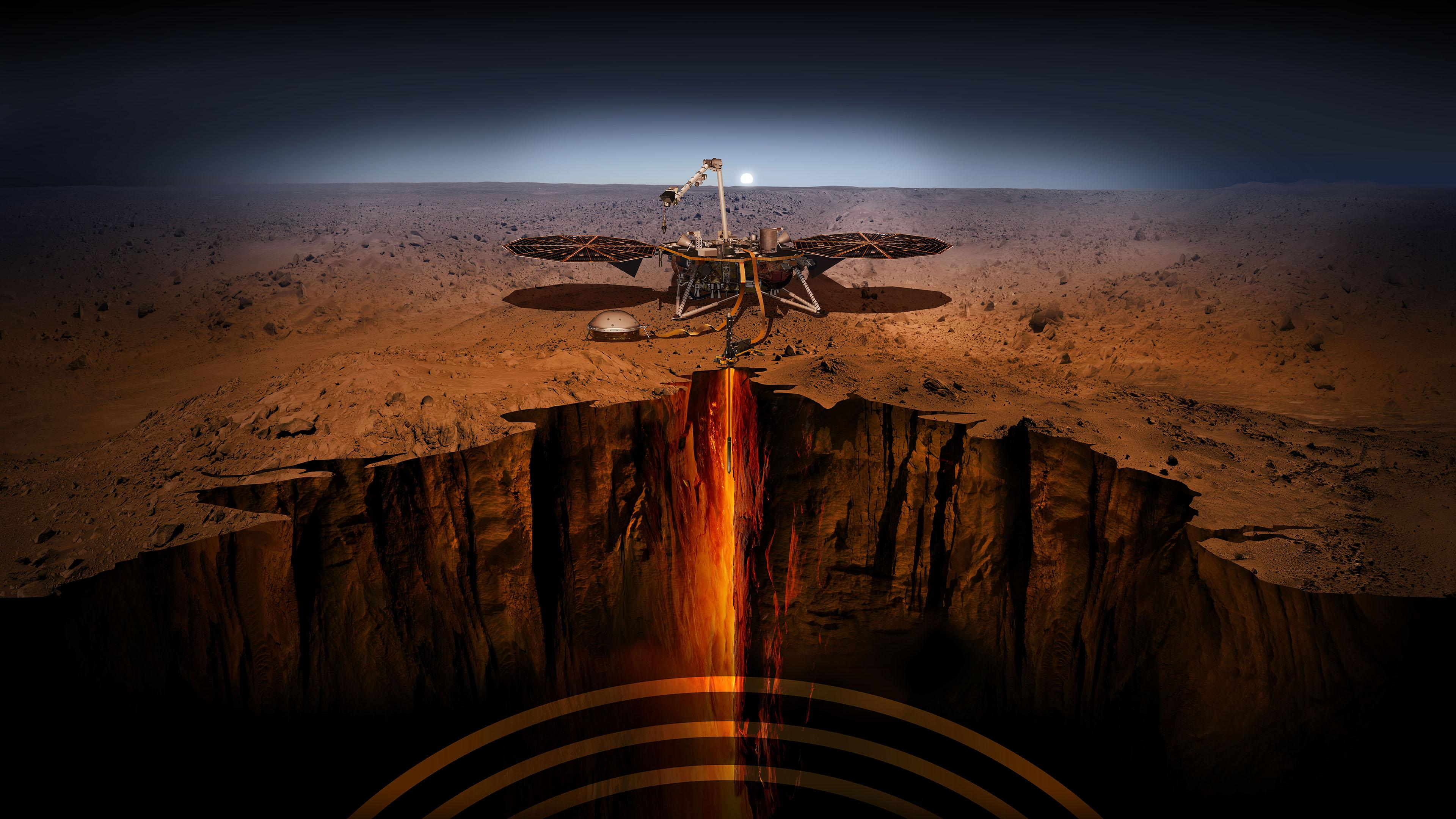
Composição artística da aterragem da InSight em Marte

No 26 de novembro de 2018 , aproximadamente às 19h54min UTC (17h54min no Horário Brasileiro de Verão, Horário de Brasília), os controladores da missão receberam um sinal através dos satélites MarCO de que a InSight aterrissou com sucesso na localidade conhecida como Elysium Planitia, e minutos depois, uma de suas câmeras enviou uma fotografia em preto e branco do solo logo à frente do local de aterrissagem da sonda. Após a aterrissagem, iniciou-se um período de três meses para lançamento e configurações dos equipamentos científicos a bordo, e após isso, um período de dois anos de observações e estudos sobre o planeta.

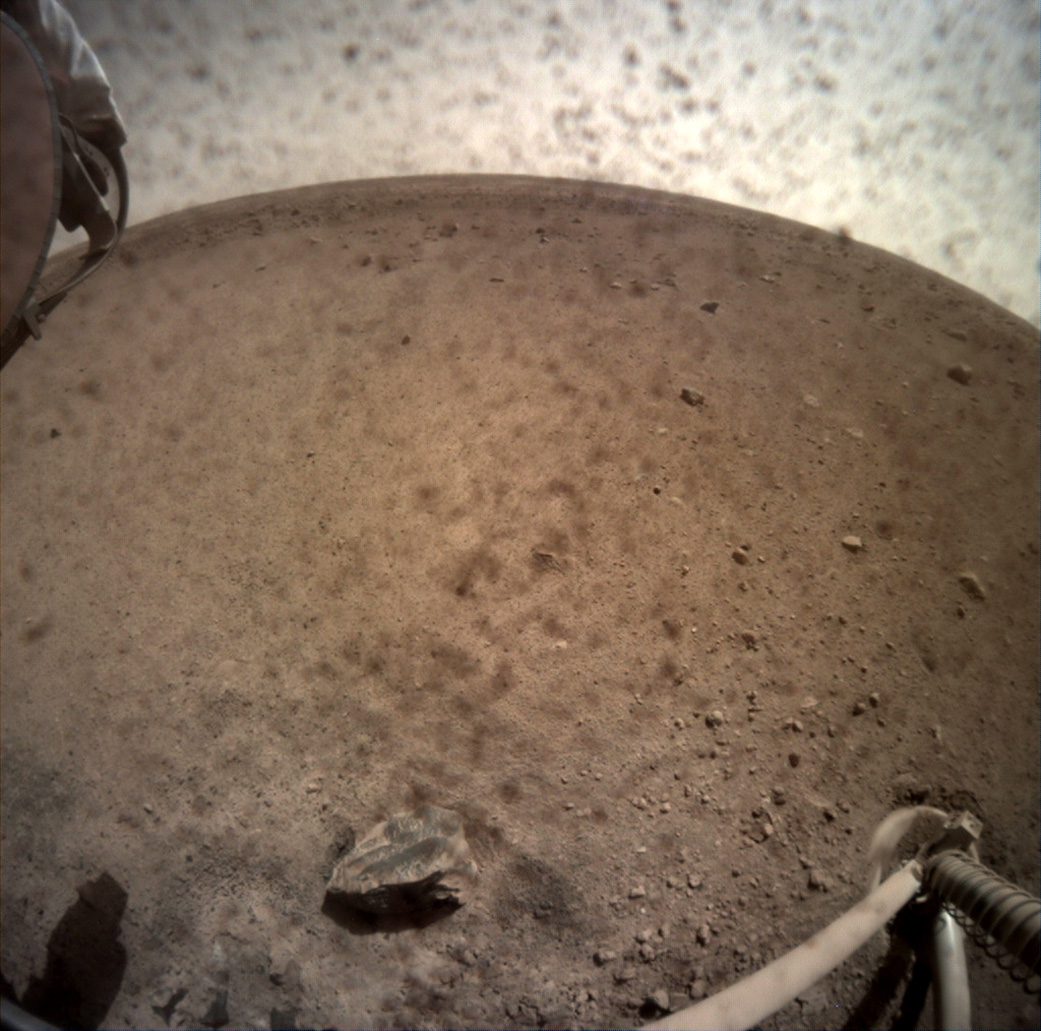
Uma das primeiras fotografias registradas pela InSight, exibindo o local de aterrissagem da sonda.
Sequência de duas imagens que mostram a sonda destravando seu braço robótico.
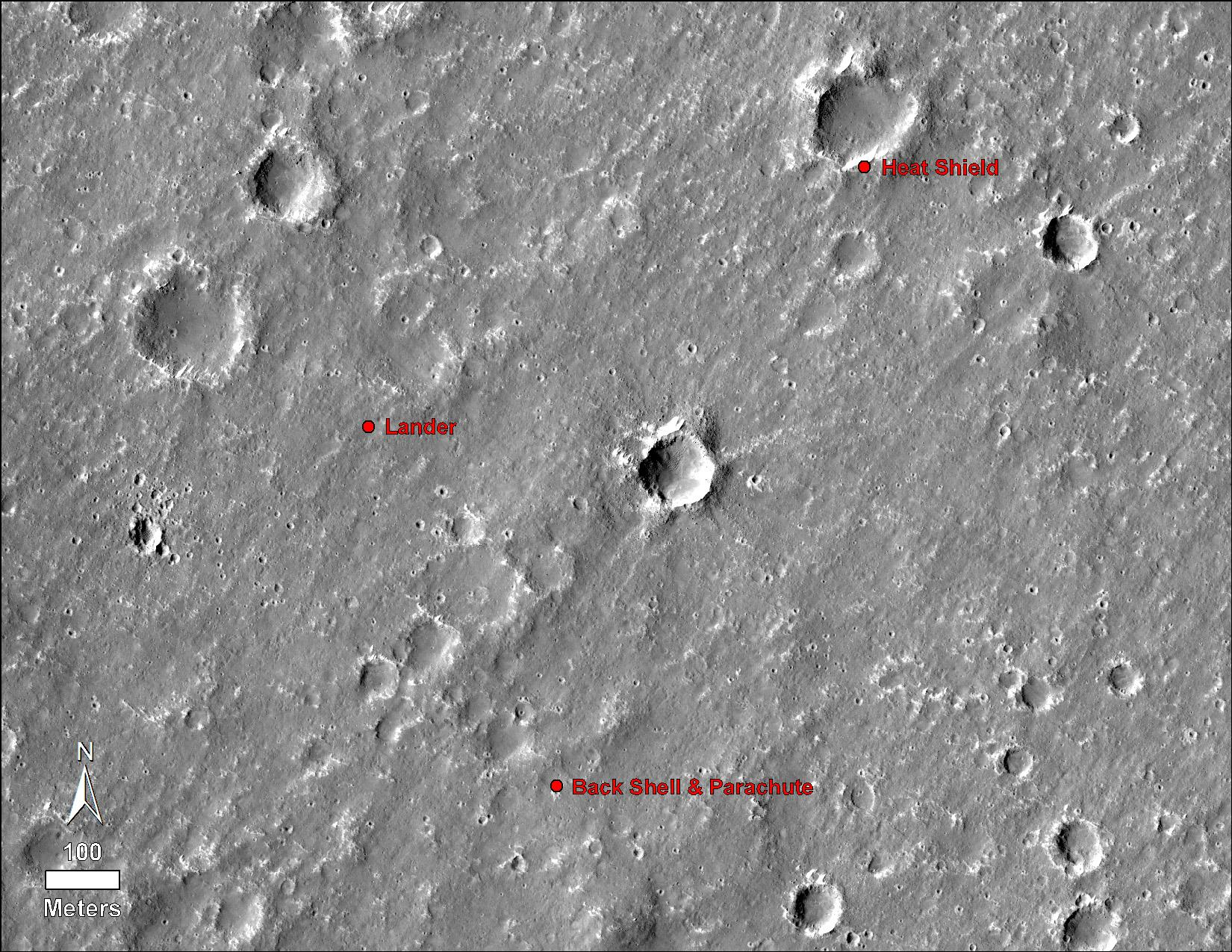
Locais de aterrissagem da sonda, dos paraquedas e do escudo de proteção.
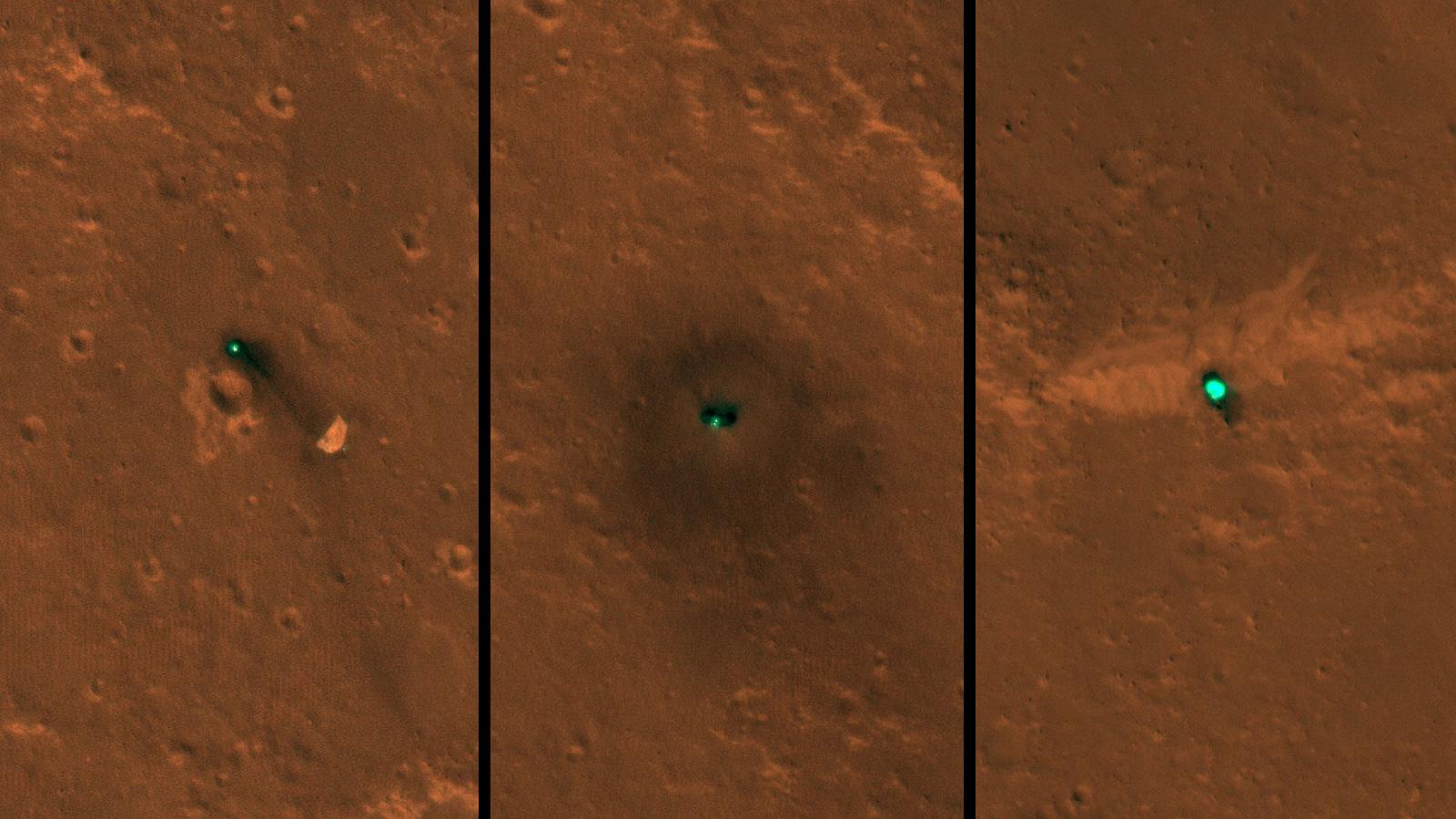
Três imagens registradas pela câmera HiRISE, da sonda Mars Reconnaissance Orbiter. Da esquerda para a direita: os paraquedas, a sonda, e o escudo de proteção da InSight.

### Operação da sonda em Marte
Assim que a sonda aterrissou, iniciou as operações na superfície. Uma das primeiras tarefas críticas foi desdobrar os painéis solares para que as baterias fossem recarregadas. Após a aterrissagem, a poeira acomodou-se na sonda por algumas horas, tempo durante o qual os motores que rotacionam e operam os painéis solares foram iniciados para desdobra-los. O aterrissador então relatou a situação dos seus sistemas, registrou algumas imagens e entrou em modo de espera para enfrentar a sua primeira noite em Marte. Em seu primeiro sol (dia marciano) em Marte, a sonda estabeleceu um novo recorde de energia solar: foram 4,6 quilowatts-hora gerado para um único sol marciano. Esse valor é suficiente para suportar operações da sonda e de seus sensores.

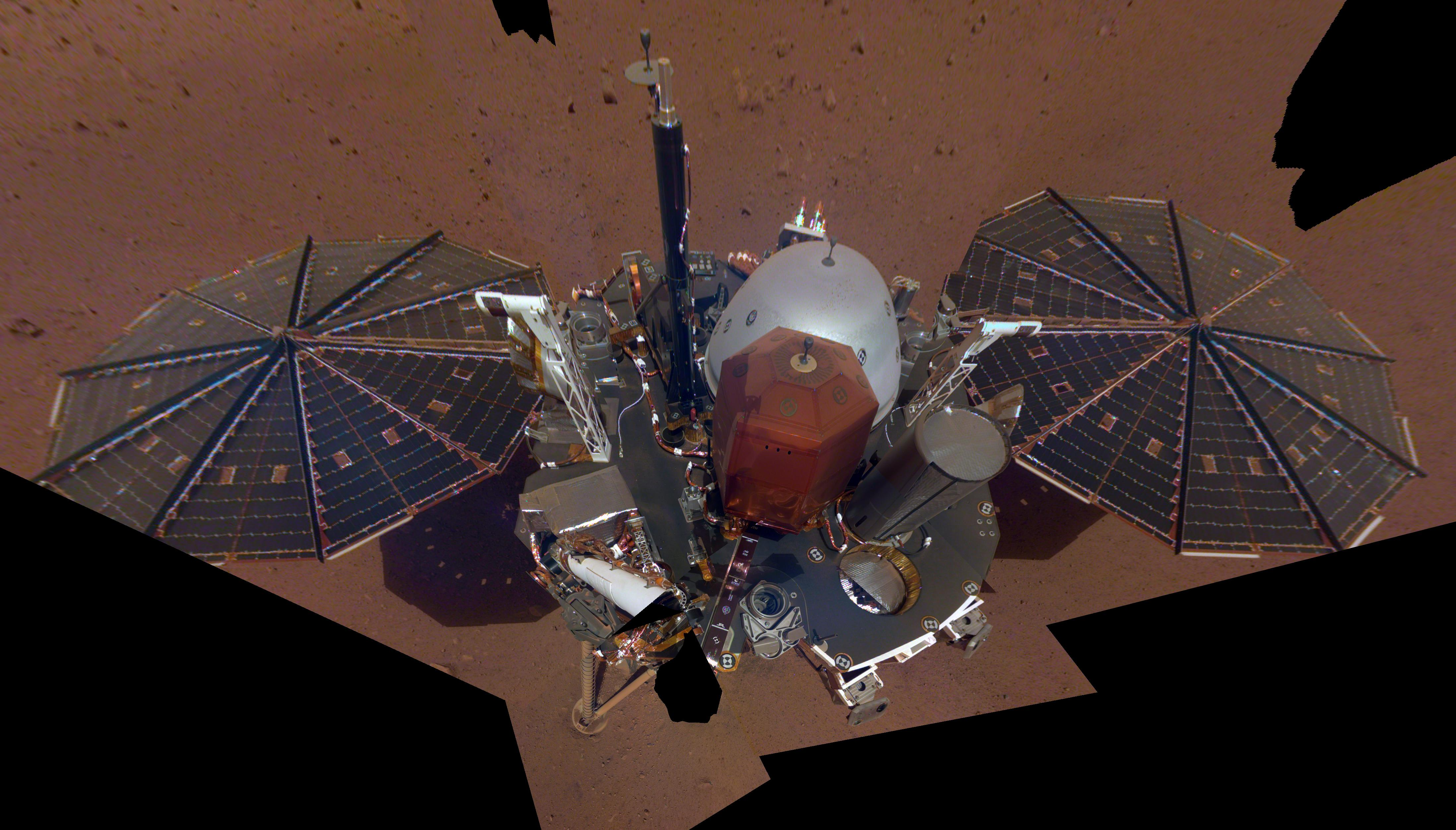
O primeiro autorretrato da sonda em Marte.
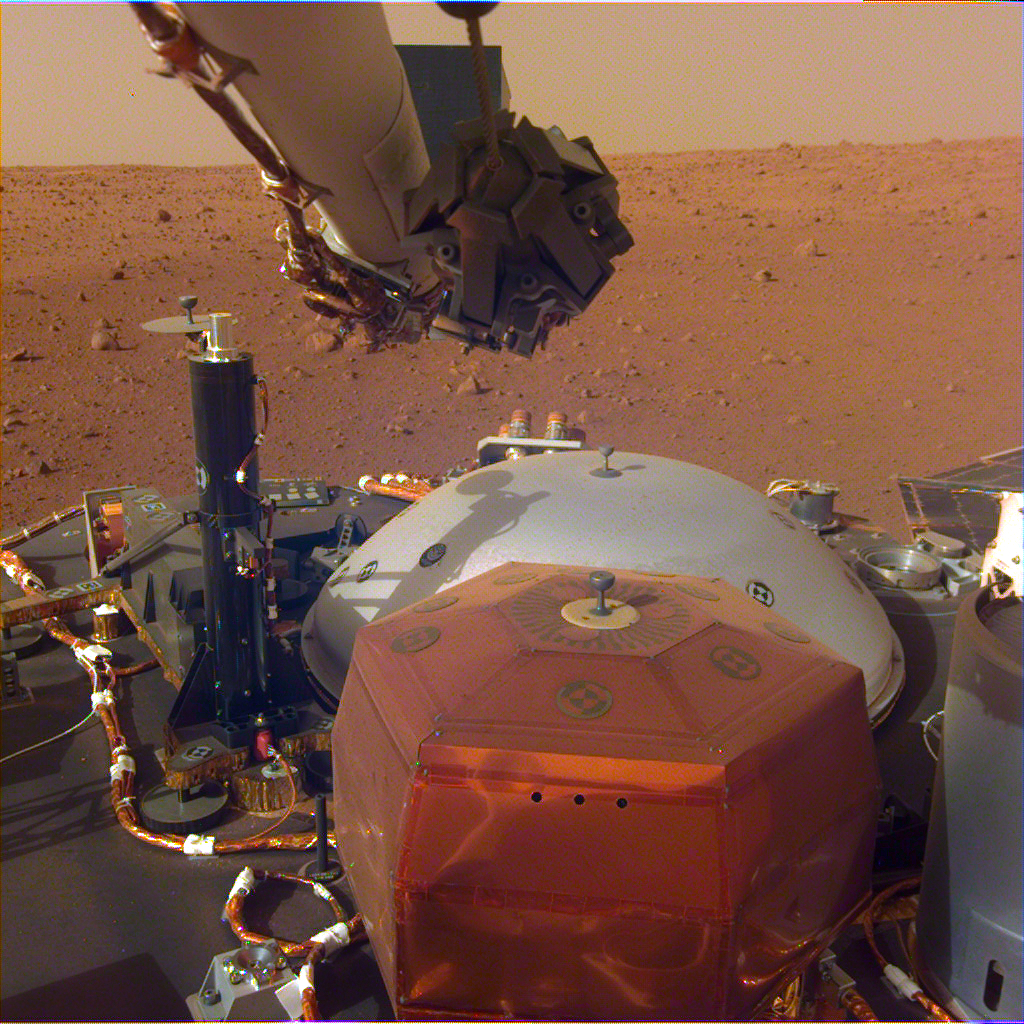
O deck e instrumentos científicos da sonda.
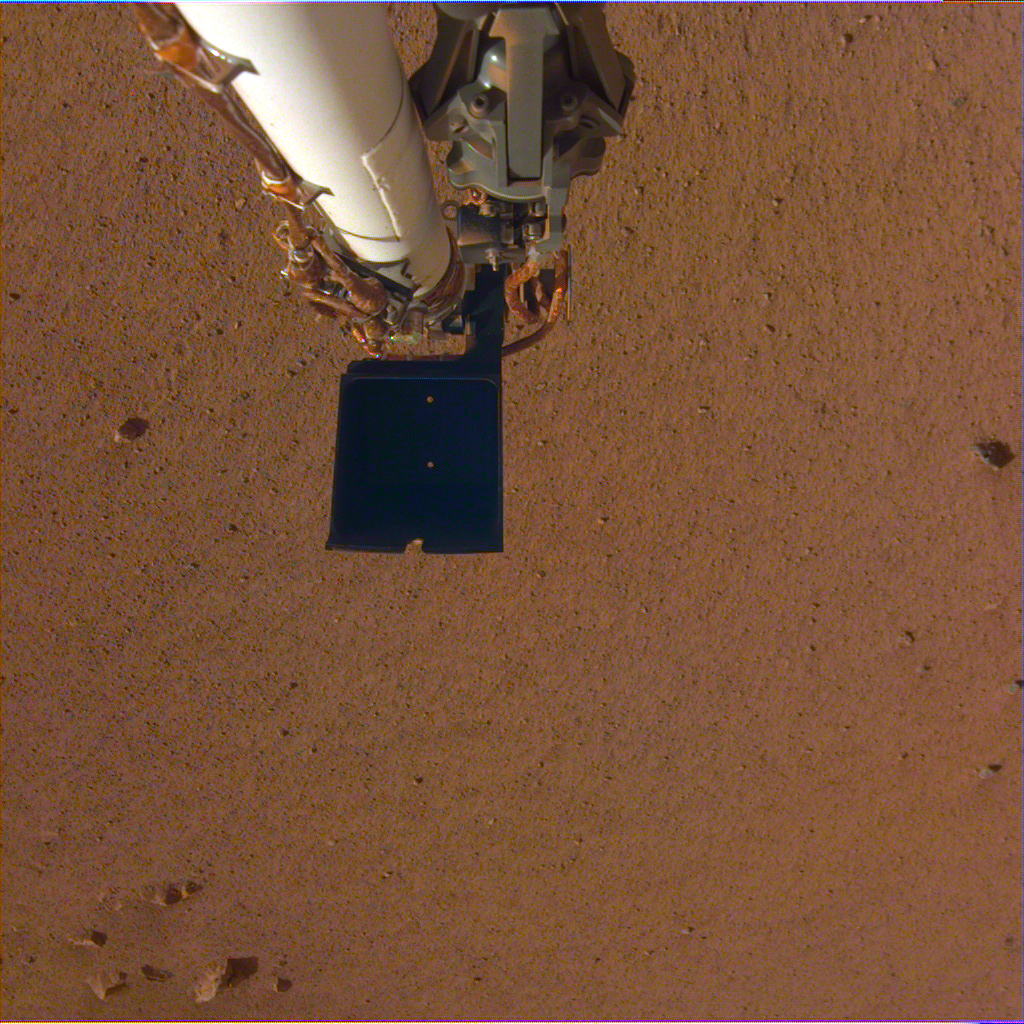
O braço robótico sobre o solo marciano.
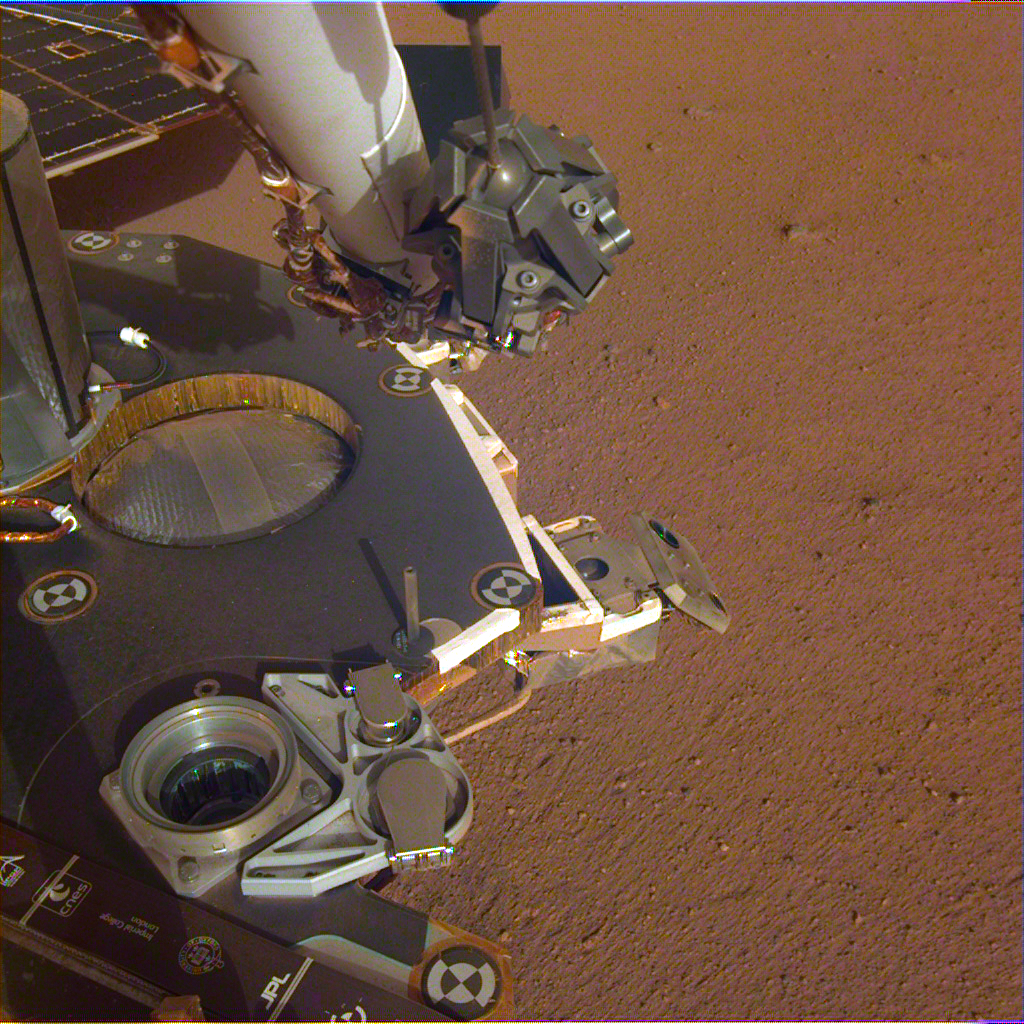
Vista parcial do braço e do deck.
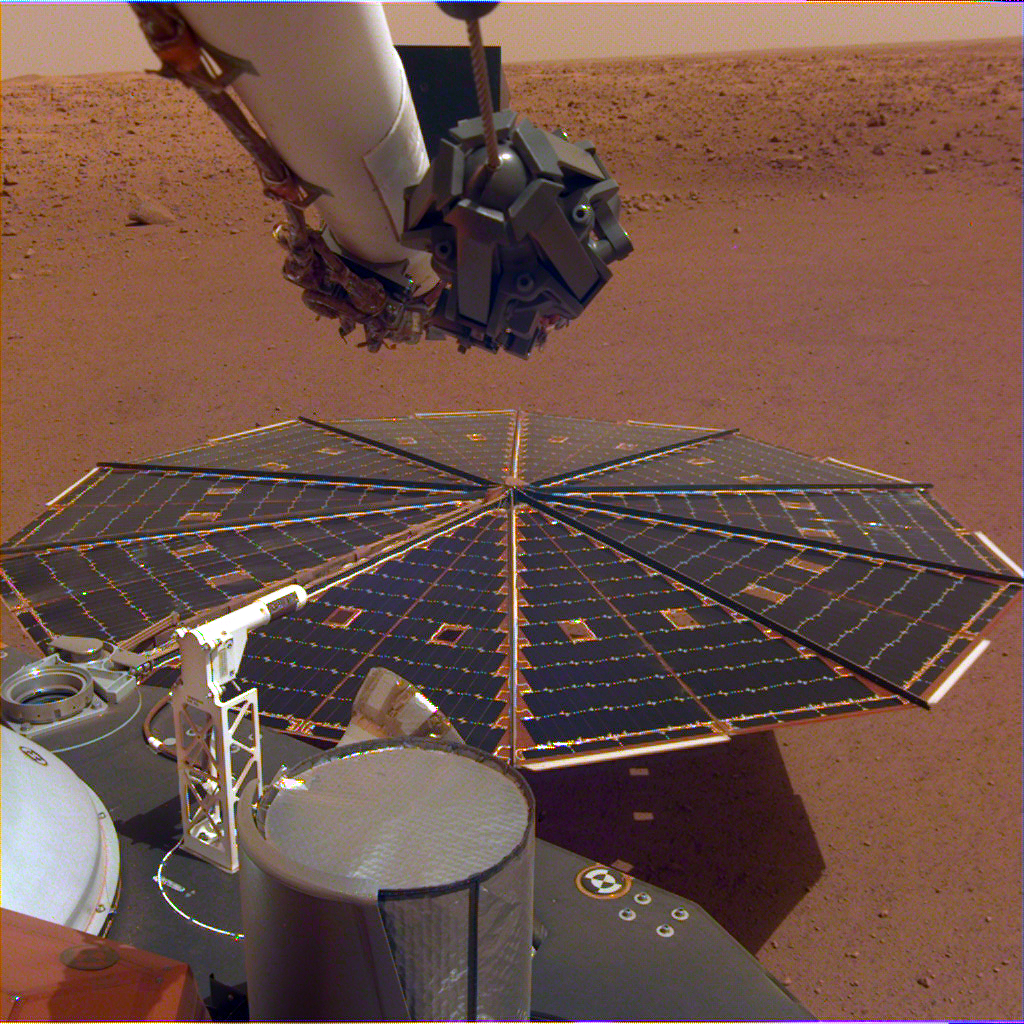
Um dos dois painéis solares da sonda.

Em 7 de dezembro, a InSight gravou sons do vento marciano (possivelmente gerados por redemoinhos) através do instrumento SEIS, que é capaz de gravar vibrações dentro da faixa de audição humana, embora que sejam bastante baixos (também conhecidos como sons do tipo subwoofer), e os enviou a Terra. Foi a primeira vez em que o som do vento de Marte foi ouvido após duas tentativas anteriores.

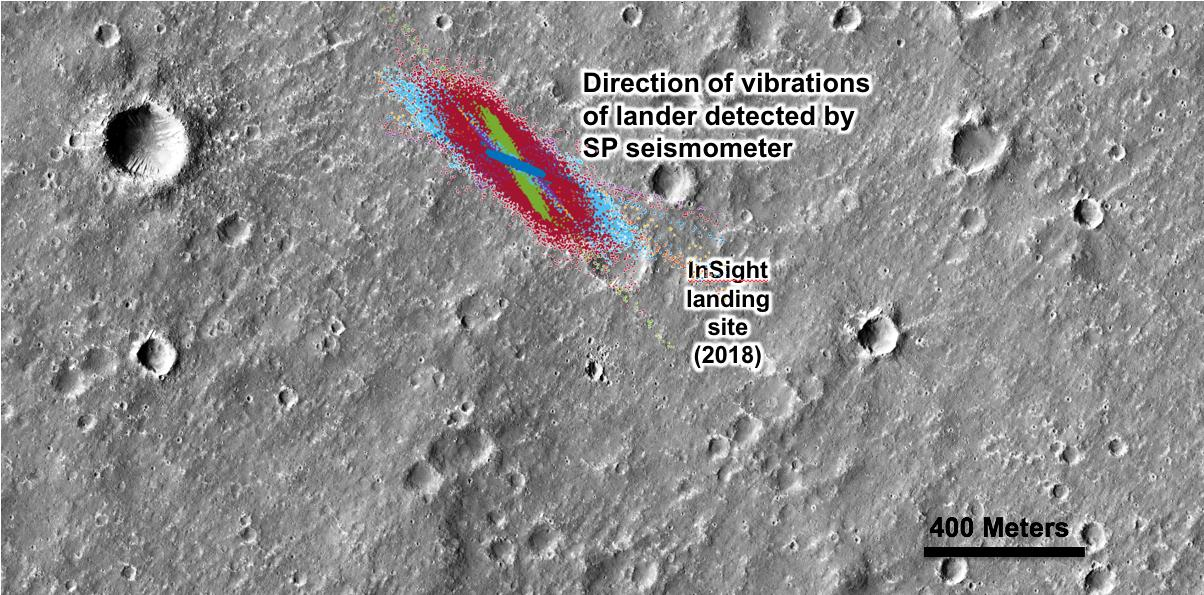
As vibrações geradas por possíveis redemoinhos que foram detectadas pela sonda

## Equipe e participação

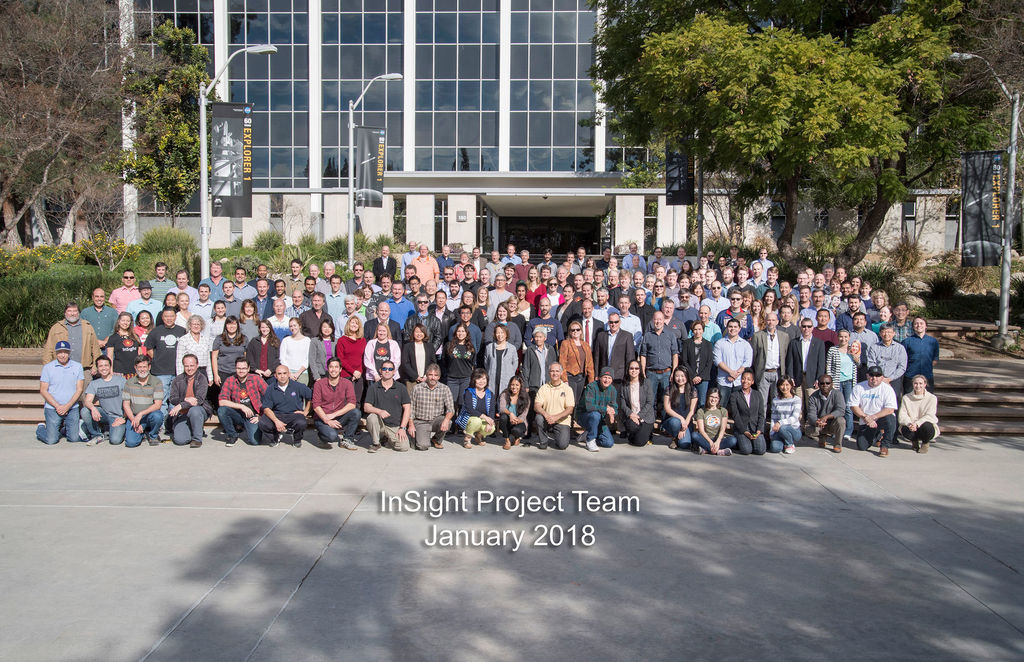
Equipe da missão InSight no JPL

A equipe de ciência e engenharia da missão InSight inclui cientistas e engenheiros de várias disciplinas, países e organizações. A equipe de ciência atribuída à InSight inclui cientistas de instituições nos Estados Unidos, França, Alemanha, Áustria, Bélgica, Canadá, Japão, Suíça, Espanha e Reino Unido.
O cientista do projeto Mars Exploration Rover, W. Bruce Banerdt, é o principal cientista da missão InSight e o cientista principal do instrumento SEIS. Suzanne Smrekar, cuja investigação centra-se na evolução térmica dos planetas e que fez uma extensa gama de testes e desenvolvimento de instrumentos destinados a medir as propriedades térmicas e fluxo de calor em outros planetas, é a principal cientista do instrumento HP3. Sami Asmar, um especialista em estudos avançados usando ondas de rádio, é o principal cientista do instrumento RISE. A equipe da missão também inclui o gerente de projeto Tom Hoffman e o vice-gerente de projeto, Henry Stone.

## Fim
O aparelho não respondeu às comunicações feitas em 18 de dezembro de 2022 a partir da Terra e a agência espacial norte-americana assumiu que a missão "pode ter chegado ao fim".